# 폴란드의 로마 가톨릭교회
966년에 폴란드가 기독교를 공인한 이래, 가톨릭교회는 폴란드에서 종교적·문화적·정치적으로 매우 중요한 역할을 맡아왔다.
수세기 동안 폴란드는 가톨릭교회의 교세가 지배적인 국가였으며, 폴란드 국민들에게 있어서 가톨릭 신앙은 폴란드의 정체성으로 인식하고 있기 때문에 가톨릭 신자가 대다수다. 이러한 폴란드인들의 사상은 역사적으로 이웃에 인접한 국가들, 특히 루터교도가 대다수인 독일 북동부와 동방 정교회가 대다수인 동부 유럽 지역의 나라들과 구별된 폴란드 고유의 문화를 형성하는 데 도움이 되었다. 외세의 침략을 받을 때 가톨릭교회는 국가의 독립과 국가 존립의 기로가 놓인 싸움에서 문화적·정신적 수호자로서 많은 폴란드인들에게 든든한 버팀목이 되어주었다. 한 예로, 17세기 폴란드를 침공한 스웨덴군의 공성전에서 성공적으로 저항하며 방어한 쳉스토호바 수도원은 폴란드의 국가적 저항의 상징물로 자리매김하게 되었다. 나치 독일의 점령기와 제2차 세계대전의 종식 후, 소비에트 연방의 조종을 받은 공산주의 정권이 들어섰을 때에도 폴란드 가톨릭교회는 자신의 역할을 계속 수행하면서 민중의 편에 서서 독재자들에게 저항하였다. 1978년 폴란드의 추기경 카롤 보이티와가 교황 요한 바오로 2세로 선출된 것과 함께, 이후 요한 바오로 2세가 재임 중 수차례 모국인 폴란드를 방문한 것을 통하여 폴란드의 공산주의 정권이 종식되고 자유를 되찾으면서 폴란드 가톨릭교회에도 활력을 불어넣어 폴란드 내에서 가톨릭교회가 차지하는 역할을 더욱더 강화하는 계기가 되었다.

## 교구
| - 대교구 - 교구 |

현재 폴란드의 가톨릭 교구 목록은 다음과 같다.
- 비아위스톡 대교구 (1)
  - 드로히친 교구 (2)
  - 롬자 교구 (3)
- 크라쿠프 대교구 (4)
  - 비엘스코-지비에츠 교구 (5)
  - 키엘체 교구 (6)
  - 타르누프 교구 (7)
- 쳉스토호바 대교구 (8)
  - 라돔 교구 (9)
  - 소스노비에츠 교구 (10)
- 그단스크 대교구 (11)
  - 펠플린 교구 (12)
  - 토룬 교구 (13)
- 그니에즈노 대교구 (14)
  - 비드고슈치 교구 (15)
  - 부오츠와베크 교구 (16)
- 카토비체 대교구 (17)
  - 글리비체 교구 (18)
  - 오폴레 교구 (19)
- 우치 대교구 (20)
  - 워비츠 교구 (21)
- 루블린 대교구 (22)
  - 산도미에시 교구 (23)
  - 시에들체 교구 (24)
- 포즈난 대교구 (25)
  - 칼리시 교구 (26)
- 프셰미실 대교구 (27)
  - 제슈프 교구 (28)
  - 자모스크-루바추프 교구 (29)
- 슈체친-카미엔 대교구 (30)
  - 코샬린-콜로브제크 교구 (31)
  - 지엘로나구라-고주프비엘코폴스키 교구 (32)
- 바미아 대교구 (33)
  - 엘블라크 교구 (34)
  - 엘크 교구 (35)
- 바르샤바 대교구 (36)
  - 푸오츠크 교구 (37)
  - 바르샤바-프라가 교구 (38)
- 브로츠와프 대교구 (39)
  - 레그니차 교구 (40)
  - 시비드니차 교구 (41)

## 같이 보기
- 폴란드 정교회
- 폴란드의 로마 가톨릭 교구 목록
- 우크라이나 그리스 가톨릭교회